# Matrimonio mistico di santa Caterina d'Alessandria (Lotto Monaco)

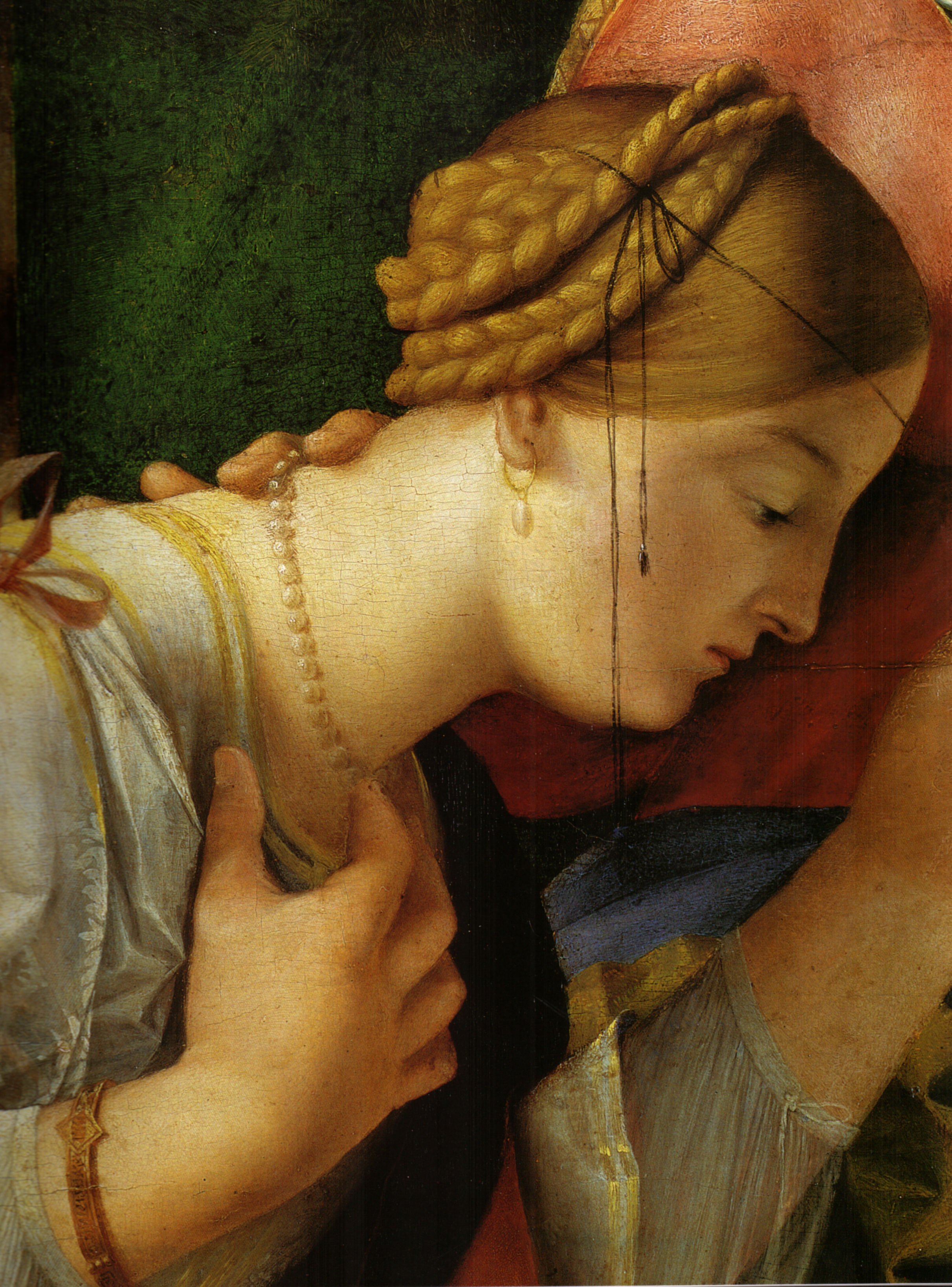
Dettaglio

Il Matrimonio mistico di santa Caterina d'Alessandria è un dipinto olio su tavola (71,3x91,2 cm) di Lorenzo Lotto, databile al 1506-1508 e conservato nell'Alte Pinakothek a Monaco. L'opera è firmata sulla ruota spezzata di Caterina  "Laurent.[ius] Lotus F.[ecit]".

## Storia
Si sa che il dipinto, dalla Residenza di Würzburg, passò nel 1804 alla Hofgartengalerie e da qui, nel 1836, entrò nel museo. La datazione è in genere avvicinata al Polittico di Recanati o comunque immediatamente precedente, come dimostra il motivo tradizionale del tendaggio verde.

## Descrizione e stile
Caterina d'Alessandria, martire protocristiana che rinunciò al proprio status di principessa per dedicarsi alla predica della religione cristiana, venne sottoposta al martirio con la ruota dentata, che tuttavia si spezzò miracolosamente, divenendo il suo attributo più tipico nell'iconografia. Essa è qui ritratta mentre inginocchiata di profilo, con un'acconciatura elaborata (fatta di una lunga treccia arrotolata e tenuta da un laccetto nero che, piegandosi, le pende sulla guancia) e abiti che riflettono il suo status, riceve l'anello dal Bambin Gesù, in grembo a Maria e vegliato dal padre Giuseppe. Si tratta del matrimonio mistico, un tema molto diffuso almeno in Italia dal Trecento. La Sacra Famiglia è ritratta sullo sfondo di un tendaggio verde steso, che copre il paesaggio lasciandone però intravedere una parte a sinistra, dove una folta foresta e la luce crepuscolare rimandano alle suggestioni della scuola danubiana. All'arte tedesca, in particolare Dürer, rimandano anche alcuni dettagli come il panneggio increspato dai contorni frastagliati e taglienti.
Maria sta a capo chino e anche la santa abbassa lo sguardo, generando un'atmosfera rarefatta a silenziosa, ma anche di sospensione ansiosa nell'attesa dell'avvenimento, come sembra trasparire il volto distante ma incuriosito di Giuseppe. Anomala è la composizione lungo la diagonale che dà un effetto di asimmetria molto moderno, di rottura rispetto agli schemi tradizionali.